# Geschichte der Gehörlosen (1500–1700)
Dieser Artikel befasst sich mit der Geschichte der Gehörlosen bzw. der Deaf History im 16. und 17. Jahrhundert. Er enthält einführende Anmerkungen und die ersten bekannten Ereignisse und Daten aus dem 16. und 17. Jahrhundert von Melchor de Yebra in Spanien bis Jonathan Lambert auf Martha’s Vineyard in Neuengland.

## Erste pädagogische Bemühungen im 16. und 17. Jahrhundert
Der geringe Umfang und vor allem die Zielrichtung der aus den vergangenen Jahrhunderten erhalten gebliebenen Aufzeichnungen bedingt es, dass die Geschichte der Tauben großenteils nur aus der Perspektive ihrer pädagogischen Erfassung berichtet werden kann.
Mit der ersten Einrichtung von Schulen für Kinder gab es auch pädagogisch tätige Menschen, die taube Kinder zu unterrichten versuchten, sei es aus humanistisch oder religiös motivierten Gründen oder um des Geldes oder der Vergünstigungen willen, die gesellschaftlich besser gestellte Eltern dafür zu gewähren bereit waren.

Anzumerken ist hier, dass damals Mönche der christlichen Kirche trotz der Vorbehalte gegen den „menschlichen“ Status von Tauben am ehesten in der Lage waren, mit ihnen zu kommunizieren, da wegen der teilweise herrschenden Schweigepflicht in Klöstern gerade dort spezielle Gebärden zur lautlosen Kommunikation erfunden wurden, z. B. im Zisterzienserkloster in Amiens, Nord-Frankreich, wo der taube Etienne de Fay seine Erziehung von den dort gebärdenden Mönchen bekam und später als Architekt und Bibliothekar wirkte und selbst taube Kinder vor der Zeit des Abbé de l’Epée unterrichtete.

## Daten und Ereignisse von 1500 bis 1700

### Um 1550
Der von 1526 bis 1586 lebende spanische Mönch Melchor de Yebra gebrauchte angeblich zur Verständigung mit Tauben ein Fingeralphabet. Welche Form dies hatte, und ob es sich aus dem bereits 900 Jahre zuvor bekannten Fingeralphabet entwickelte, ist nicht bekannt. Unbekannt ist dabei, inwiefern die damals zumeist analphabetisch aufwachsenden Tauben das Fingeralphabet verstehen konnten.
Um 1550 wurden dem spanischen Adligen Juan Fernández de Velasco y Tovar nacheinander drei taube Söhne geboren. Aufgrund der damaligen Anschauungen musste de Velasco y Tovar befürchten, dass seine Söhne mangels Beherrschung der Sprache nicht als Erben seiner Besitzungen anerkannt würden. Deshalb beauftragte er den Benediktiner-Mönch Fray Pedro Ponce de León (1500–1584) vom Kloster San Salvador de Ona, seine Söhne Pedro und Francisco zu unterrichten. Somit waren die ersten pädagogischen Bemühungen um Taube in Spanien davon motiviert, den Besitz und Privilegien einer Familie zu sichern. Zur Person von Fray Ponce de León wird aufgrund der unüblicherweise fehlenden Informationen seiner Herkunft vermutet, dass er ein illegitimes Kind von Adligen war und die damit entgangenen Privilegien teilweise wiederzuerlangen versuchte, indem er Kinder in adligen Häusern unterrichtete.

Fray Ponce de León konnte die Söhne des Adligen offenbar erfolgreich unterrichten und lieferte damit einen frühen Beweis, dass Taube lesen, schreiben, denken und reden können.

### Um 1600
Manuel Ramírez de Carrión (1579–1652) führte das Werk von Ponce de León fort, indem er den dritten Sohn Luis des Juan Fernández de Velasco y Tovar unterrichtete.
In seinem Buch „Wunder der Natur“, das zunächst 1599 in Madrid, dann nochmals 1622 in Montilla in der Druckerei des Marques de Priego und 1629 in Córdoba herausgegeben wurde beschrieb de Carrión „Zweitausend Geheimnisse der Natur“, die er alphabetisch sortiert darbot. Hierin entwickelte er erstmals den für die damalige Zeit wohl revolutionären Gedanken, dass „Taubstumme“ nur deshalb stumm sind und keine Laute produzieren, weil sie diese selbst nicht hören. Daher, schrieb er, sei es mit einer speziellen Technik möglich, sie sprechen zu lehren. Worin diese Technik bestand, wurde in dem Werk jedoch nicht verraten.
Ponce de León ließ ebenso wie später de Carrión nichts über die Methoden verlauten, die ihm zum Erfolg verhalfen. Es wird angenommen, dass er den Verlust seiner vorteilhaften Stellung und seines Ansehens befürchtete, wenn seine Methoden von anderen übernommen und verwendet würden. Zu de Carrións Motiven wird angenommen, dass er sich mit der Bewahrung seiner Stellung als einziger geeigneter Lehrer vorbehalten wollte, den Preis für seine Leistungen hoch zu halten.
Ponce de León und de Carrión hatten mangels Vorbildern fast völlige Freiheit in der Wahl ihrer Methoden, die in manchen Fällen harsche Behandlung und die Herausbildung psychischer Abhängigkeit ihrer jungen Untergebenen eingeschlossen haben sollen.

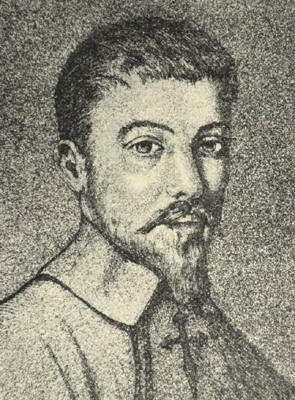
Juan Pablo Bonet 1579 – 1633,  erstes bekanntes Werk zur Taubstummen-Pädagogik
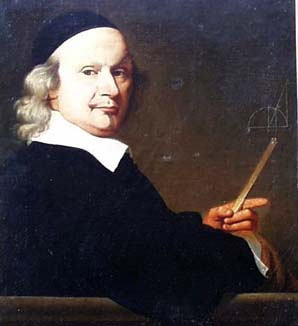
John Wallis 1616 – 1703 Studien über Phonetik; unterrichtete 1661/62 zwei Gehörlose
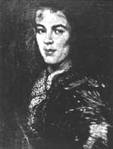
Johann Konrad Ammann 1669 – 1724 Verfasser von Anleitungen zur Erziehung von „Taubstummen“

### 1620
De Carrións Methodik wurde jedoch 1620, von dem im Haushalt des de Velasco y Tovar als Sekretär lebenden Juan Pablo Bonet (1579–1633) in „Reducción de las letras y arte para enseñar a ablar los mudos“ als dessen eigenes Werk plagiiert. Bonet selbst soll wenig direkte Erfahrungen mit Tauben gehabt haben und zählte offenbar mit der bloßen Veröffentlichung seines Werkes auf Anerkennung. Dennoch ist dies das erste schriftliche Werk zu diesem Thema. 1623 soll auch der Dominikaner-Mönch, Missionar und Jesuiten-Verfolger Juan Bautista Morales de Carrións Methodik in „Pronunciaciones Generales de Lenguas, Escuela de Escribir y contar y significación de letras por las manos“ publiziert haben.

### 1630
1634
Siedler aus dem Weald des englischen Kent wandern in Massachusetts ein. Unter ihnen befinden sich einige, die – wie die spätere Geschichte zeigen wird – eine rezessive Erbanlage zur Taubheit mitbringen.

#### 1660
um 1660
Der Kleriker und Mathematiker John Wallis erhält für die Erziehung des tauben Alexander Popham für eine gewisse Zeit jährlich einen Betrag von £100,-. Wallis hatte (dabei oder später?) Kenntnis von den Arbeiten des Johann Conrad Ammann.
1666
Sir George Downing, der Namensgeber der Straße, in der sich heute der amtliche Wohnsitz des britischen Premierministers befindet, organisiert für die Regierung Agentennetze, unter denen sich auch mehrere Taube befinden. Gefragt, wie er deren „seltsame Zeichen“ verstehen könne, soll Downing geantwortet haben: „Sie brauchen nur ein wenig Übung, dann werden Sie ihn verstehen und sich ihm verständlich machen, und dies alles so leicht und einfach, wie man es sich nur denken kann“.
Diese Anekdote weist zusammen mit den Beobachtungen auf Martha’s Vineyard in Neuengland darauf hin, dass es schon in früher Zeit Enklaven in der Bevölkerung gab, in denen bereits eine voll ausgeformte Gebärdensprache existierte. Downing stammte übrigens auch wie die später erwähnten Besiedler von Martha’s Vineyard aus dem kentischen Weald.
1664
Unter der Leitung des Logikprofessors Johannes Lavater, Pfarrer in Uitikon und Professor am Carolineum in Zürich, Schweiz, (nicht zu verwechseln mit Johann Caspar Lavater, 1741–1801) wird eine wissenschaftliche Arbeit unter dem Namen „Die Lavater’sche Taubstummenschule“ über die physiologischen, theologischen und pädagogischen Aspekte des „Taubstummenproblems“ als Dissertation zur Prüfung vorgelegt.

### 1670
1670
Von den aus Kent 1634 zugezogenen Siedlern wandern sieben Familien auf Martha’s Vineyard ein.
1674
Der von Geburt an taube Etienne de Fay (1669–1749) wird im Alter von fünf Jahren in die Obhut der Prämonstratenser-Abtei von Saint Jean d’Amiens gegeben. Er wirkte dort sein ganzes Leben als Architekt, Bildhauer, Bibliothekar, Prokurator und gab vier „taubstummen“ Schülern Unterricht, darunter dem Francois Meusnier und Azy d’Etavigny.

### 1690
1690
Der taube Kapitän Jonathan Lambert, Nachfahre von Einwanderern aus Kent, überführt auf der Brigantine „Tyrel“ Gefangene der Quebec-Expedition zu den Neuengland-Staaten. Er erhält für seinen Kriegseinsatz eine Belohnung.
1692
Der taube Zimmermann, Küfer und Kapitän Jonathan Lambert zieht auf die Insel Martha’s Vineyard und kauft sich dort Land. Dieser Inselabschnitt heißt bis heute „Lambert’s Cove“.